# 世紀帝國IV
《世紀帝國IV》是一款由遺蹟娛樂開發的即時戰略遊戲。2021年E3遊戲展，微軟於Xbox & 贝塞斯达游戏发布会中宣布，本作於2021年10月28日上市。

## 遊玩
遊戲流程大致與前作相同，搜集資源、建造城鎮、生產軍隊以進攻對手取得勝利。游戏分為單人与多人模式。单人模式包括战役、小规模战斗、战争艺术；多人模式分为快速比赛、排名、自定义四种模式，最多可以支持八人同时游玩。胜利条件总共有四种。游戏开始前，系统或玩家将在其中选取若干项，随后游戏中满足其中任意一项即可获得胜利：
- 地標勝利：摧毀敵人的所有地標。
- 神聖勝利：佔領所有地圖上所有聖地，並持續守衛十分鐘。
- 奇觀勝利：建造世界奇觀並在十五分鐘內保護它免於被敵方摧毀。
- 统治胜利：击杀敌人国王。

### 战役
單人遊玩模式之一，以真實歷史發生的戰爭作為關卡，達成多項任務後即可完成，每關開始遊玩前會先播放一段紀錄短片，簡述真實戰役發生的原因。游戏主程式设有四个战役，分别为：
- 诺曼人（英格蘭）
- 莫斯科的崛起（羅斯）
- 百年战争（法蘭西）
- 蒙古帝国（蒙古）

其餘為後續DLC新增章節：
- 蘇丹崛起（阿拔斯王朝、阿尤布王朝[註 1]）[2]
- 玫瑰骑士团（兰开斯特王朝、圣殿骑士团）

### 小规模战斗
小规模战斗允许玩家与AI作战。玩家可以建立新的自定义游戏，同时也可游玩游戏本身提供的6个不同的预设。点击任意一个预设即可进入自定义房间，内有系统预设的游戏模式、ai对手和队友。预设会不定期更新。

### 战争艺术
战争艺术内设两个部分：训练和文明。训练部分包含初期经济、晚期经济、基础战斗知识、早期攻城、晚期攻城、进阶战斗，旨在帮助玩家练习运营和战斗。文明部分则包含奥斯曼和马里，玩家需要操作奥斯曼人坚守敌人越来越强的攻势或操作马里人保卫露天矿区。

### 快速比赛

#### 玩家对战
玩家需要选择游戏模式、游玩人数。可选的游戏模式有标准、帝国战争和游牧，另有官方推出的限时活动模式，例如圆月模式和季节盛宴。游玩人数包含1v1,2v2,3v3,4v4以及八人自由混战。玩家允许选择一项或多项并任意组合以同时搜寻不同比赛。
对于八人自由混战模式，八名玩家各自为战，每位玩家会额外获得一个国王。国王死亡的玩家将立即失败，因此玩家需要保护自己的国王不被对手杀死。同时，每当杀死一名对手的国王，击杀者的人口上限增加五十。最后存活的玩家获胜。

#### 合作对抗ai
合作对抗ai目前仅包含标准模式，玩家可以自由选择游玩人数。

### 排名比赛
排名比赛包括单人排名和多人排名。单人排名和多人排名各有其排名分数，显示玩家的游戏水平。玩家将与其分数相近的其他玩家对战。多人排名模式可选择2v2，3v3，4v4模式，但共用同一个排名分数。根据玩家达到的最高排名段位，在赛季末玩家将会获得对应的图章、纪念碑等奖励。

### 自定义
自定义模式允许玩家创建或加入其他玩家的自定义房间。玩家被允许设定获胜条件、起始资源、起始时代、地图状态等，此外还能加载自定义模组。

## 文明
玩家可以选择8个文明的其中1种，这8个文明分别是：黑衣大食王朝、中國、德里蘇丹國、法蘭西、英格蘭、神聖羅馬帝國、羅斯、蒙古，每种文明都有自己的优势和缺点，能够使用的兵种和技术也不同，并具有各自的特殊兵种。後續免費DLC新增兩個文明：馬利、鄂圖曼。2023年11月發布的大型資料片「蘇丹的崛起」新增兩個文明：日本、拜占庭，並首次出現了4個「變體文明」：聖女貞德(法蘭西)、朱子遺訓(中國)、阿尤布王朝(黑衣大食王朝)、龍騎士團(神聖羅馬帝國)，是藉由參考與原文明相關的人物、團體與歷史，再重新設計定位而成。
| 原名              | 文明         | 文明定位                 | 特色兵种                                                                                       | 地標                                                                                               | 奇观           | 備註                                   |
| ----------------- | ------------ | ------------------------ | ---------------------------------------------------------------------------------------------- | -------------------------------------------------------------------------------------------------- | -------------- | -------------------------------------- |
| English           | 英格蘭       | 防禦、長弓、農耕         | 長弓兵、國王、溫嘉德步兵、溫嘉德遊俠                                                           | 議會廳、列王修道院、白塔、王宮、伯克郡宮殿、溫嘉德宮殿                                             | 聖湯瑪斯大教堂 |                                        |
| Chinese           | 中國         | 王朝、火藥、稅金         | 帝國官員、皇宮衛兵、諸葛弩兵、擲彈兵、火長矛騎兵、一窩蜂火箭                                   | 翰林院、烈日甕城、天文鐘樓、皇宮、長城門樓、皇陵                                                   | 帝王飛地       |                                        |
| French            | 法蘭西       | 貿易、騎兵、大型箭塔     | 皇家騎士、弓弩兵、加農砲、柯克船、加萊賽戰船                                                   | 騎兵學校、商會、皇家學院、公會大廳、紅宮、炮兵學院                                                 | 聖母院         |                                        |
| Holy Roman Empire | 神聖羅馬帝國 | 步兵、宗教、防禦         | 教長、國土傭僕、黑騎兵                                                                         | 亞琛教堂、邁因維克宮殿、城主宮殿、雷格尼茨大教堂、施瓦本宮殿、埃爾茨巴赫宮殿                       | 弗倫斯堡大宮殿 |                                        |
| Mongols           | 蒙古         | 侵略、騎兵、游牧         | 可汗、蒙古突騎、牽引式巨型投石機、回回砲、怯薛、可汗的獵人                                     | 鹿石、銀之樹、忽里勒台、草原防衛據點、汗國宮殿、白色浮屠佛塔                                       | 大汗紀念碑     |                                        |
| Rus               | 羅斯         | 擴張、騎兵、狩獵         | 民兵、射手衛隊、騎馬弓兵、僧侶戰士、罗迪亚船                                                   | 金門、克里姆林宮、高等貿易所、聖三一修道院、斯巴斯克塔、高級軍械庫                                 | 沙皇大教堂     |                                        |
| Delhi Sultanate   | 德里蘇丹國   | 大象、研究、宗教         | 戰象、箭塔象、蘇丹箭塔象、學者、加齊掠奪者                                                     | 信仰穹頂建築、勝利塔、學苑、守護者大院、蘇丹宮殿、希薩爾學院                                       | 阿格拉大宮殿   |                                        |
| Abbasid Dynasty   | 黑衣大食王朝 | 科技、駱駝、城市規劃     | 駱駝弓兵、駱駝騎兵、古拉姆、貿易商隊                                                           | 智慧宮                                                                                             | 奧卡巴禮拜大殿 |                                        |
| Malians           | 馬利         | 黃金經濟、步兵、牛隻     | 牛、當佐兵、戰士斥侯、穆索法迪戰士、穆索法迪火槍兵、標槍投擲者、索法騎手、曼薩自由之子         | 曼薩採石場、撒哈拉貿易網路、死士駐軍、富拉尼大圍欄、女獵手要塞、說書人巴拉鼓                       | 大清真寺       | 2022年10月25日官方週年免費新增         |
| Ottomans          | 鄂圖曼       | 帝國議會、軍事學校、攻城 | 采邑騎兵、蘇丹親兵、鄂圖曼軍樂隊、重型火砲、大型槳帆船、阿肯哲                                 | 雙子叫拜樓神學院、蘇丹哈尼驛站貿易網路、伊斯坦堡皇宮、穆罕默德帝國軍械庫、伊斯坦堡天文台、海門城堡 | 藍色清真寺     | 2022年10月25日官方週年免費新增         |
| Japanese          | 日本         | 農業、旗本武士、步兵     | 忍者、弓足輕、日本武士、女武艺者、马上日本武士、女武者、大筒兵、旗本武士、神主、佛教僧侶、安宅船、寶藏商隊 | 日式倉庫、甲賀鎮、水上鳥居、平等院、烏城、種子島鐵炮廠                                             | 德川神社       | 2023年11月15日資料片「蘇丹的崛起」新增 |
| Byzantines        | 拜占庭       | 城市規劃、雇傭兵、防禦   | 邊防軍、基耶羅噴火車、德羅蒙戰艦、聖騎兵、瓦良格衛隊                                           | 大酒莊、帝國競技場、金號角塔、首山蓄水池、外國工程公司、帕拉丁學校                                 | 聖索菲亞大教堂 | 2023年11月15日資料片「蘇丹的崛起」新增 |

### 變體文明
| 原名                | 文明         | 文明定位               | 特色兵种 | 原文明與特色地標                                                         | 備註                                         |
| ------------------- | ------------ | ---------------------- | --- | ------------------------------------------------------------------------ | -------------------------------------------- |
| Jeanne d'Arc        | 聖女貞德     | 貿易、騎兵、英雄       | 貞德、貞德的騎兵、貞德的勇士、皇家騎士、弓弩兵、加農砲、三桅戰船、柯克船                                                                 | 法蘭西，地標相同                                                         | 2023年11月15日資料片「蘇丹的崛起」新增       |
| Zhu Xi's Legacy     | 朱子遺訓     | 王朝、稅金、科技       | 帝國衛隊、元朝掠奪者、少林僧侶、帝國官員、皇宮衛兵、諸葛弩兵、擲彈兵                                                                     | 中國，冥想花園、江南塔、廬山書院、少林寺、朱熹書院、孫武祠               | 2023年11月15日資料片「蘇丹的崛起」新增       |
| Ayyubids            | 阿尤布王朝   | 適應力、駱駝、城市規劃 | 沙漠突襲者、蘇丹塔、駱駝長矛騎兵、投石機、德爾維希、阿德貝格、貝都因劍士、貝都因擲矛手、古拉姆                                           | 黑衣大食王朝，地標相同                                                   | 2023年11月15日資料片「蘇丹的崛起」新增       |
| Order of the Dragon | 龍騎士團     | 部隊素質、步兵、防禦   | 龍騎士團村民、教長、鍍金部隊、龍騎士團火槍兵                                                                                             | 神聖羅馬帝國，地標相同                                                   | 2023年11月15日資料片「蘇丹的崛起」新增       |
| Knights Templar     | 聖殿騎士團   | 朝聖者、封地、騎士     | 朝聖者、聖殿修士、醫院騎士、伴行騎士、軍士、重裝長槍兵、熱那亞弩兵、標槍騎兵、什拉赫塔騎兵、條頓騎士、僱傭兵隊長、威尼斯戰船、威尼斯商人 | 法蘭西，聖殿騎士團總部 、要塞                                            | 2025年4月8日資料片「十字騎士與玫瑰騎士」新增 |
| House of Lancaster  | 蘭卡斯特王朝 | 莊園、防禦、經濟       | 自耕農、輕裝騎兵、伯爵衛隊、准槍騎兵、蘭卡斯特領主                                                                                       | 英格蘭，蘭卡斯特城堡、列王修道院、白塔、國王學院、伯克郡宮殿、溫嘉德宮殿 | 2025年4月8日資料片「十字騎士與玫瑰騎士」新增 |

## 遊戲要素

### 單位
包含人物、攻城器、船隻與牲畜等，大部分佔有人口，一旦達到人口上限，則排在建築物中待生產的單位會無法進入地圖。
工人單位分為村民與商人，前者負責採集資源、建造或修復建築，後者可來回市場進行交易獲取資源。此外一些文明有其独特的工人，例如中国文明及其变体文明独有的朝廷命官，可以监督建筑并收取税金；或者阿尤布王朝独有的阿塔贝格，可以驻扎到军事生产建筑中，使新生产的单位增加20%生命值（需选择贸易偏殿解锁）。宗教單位依照各文明的信仰、文化有不同的名稱，是唯一可佔領聖地、搬取聖物的人員，手持聖物可以吟唱一段時間並大範圍招降敵人，也可以治療附近的友軍。軍事單位依照裝甲、武器射程、行動方式、火藥四種標籤區分，常規兵種包含斥侯、長槍兵、裝甲步兵、弓箭手、弩手、騎手、重騎兵、火槍兵，各文明的特色兵種會以增設或取代常規兵種的方式存在。
船隻僅在有水域的地圖中出現，與陸上單位不同，目前只有工人與軍事單位兩種。前者包含可捕魚以及修復其他船隻的漁船，以及海上貿易的商船；後者則分為弓兵船、扭力弩砲船、火砲戰船、爆破船、運輸船，彼此之間有相剋關係。

### 建築
可分為經濟、人口、科技、軍事、防禦、宗教六大種類，大部分的建築皆有相應的科技可以研發。經濟建築作用為存放資源，包含可生產村民與斥侯與存放所有種類資源的城鎮中心，它也提供十点人口上限；若資源點距離過遠，也可選擇分別存放食物、木材、黃金與石料的磨坊、伐木場、採石場，另外還有農田可以自己生產食物；市場可以生產商人並與其他市場進行貿易。人口建筑作用为增加人口上限，包括城镇中心以及房屋。科技建築作用為研發強化部隊、建築物的科技，包含在第二時代解鎖的鐵匠鋪與第四時代解鎖的大學。軍事建築共有兵營、碼頭、靶場、馬廄、攻城武器場五種，分別生產步兵、船隻、弓箭手與弩手、騎兵與攻城武器。防禦建築包含可阻擋敵軍的城牆與供友軍進出的城門，以及視野範圍較廣，且能攻擊敵軍、供友軍駐紮的哨塔與大型箭塔。宗教建築可生產宗教單位與研發相關科技，第三時代開始僧侶可以將聖物放入宗教建築中以生產黃金。

### 中立地圖要素
包含各種建築與動植物，每張地圖的分布不同。
貿易站為中立的可交易建築，聖地在占領之後可以獲得黃金。
樹林、金礦與石礦分別可採集木材、黃金與石料，遊戲開始時城鎮中心附近通常都有零散的樹木。地圖上另有漿果可供村民採集。
動物分為會主動接近玩家單位，可四處收集並帶回已方據點的綿羊，會主動攻擊進入其地盤單位但並非食物來源的狼，攻擊力強悍但是提供大量食物來源的野豬，可供村民與漁船打撈的沿岸魚群，以及可再生但僅供漁船打撈的深海魚群。

## 评价
| 汇总媒体   | 得分   |
| ---------- | ------ |
| Metacritic | 81/100 |

| 媒体            | 得分        |
| --------------- | ----------- |
| Eurogamer       | Recommended |
| Game Informer   | 8.25/10     |
| Game Revolution | [ 8 ]       |
| GamesRadar+     | [ 9 ]       |
| GameSpot        | 7/10        |
| HardcoreGamer   | 4/5         |
| IGN             | 8/10        |
| PC Gamer美国    | 77/100      |
| PCGamesN        | 8/10        |

根据评分聚合网站Metacritic的评价，游戏获得了“普遍好评”。
IGN总结他们的评测时表示：“《帝国时代IV》是一个令人愉快的即时战略游戏怀旧之作，尽管它经常过于保守，但当它不拘泥于传统时，它表现得非常出色。” 《GamesRadar+》的Rachel Weber称赞了不同文明的多样性，写道：“每个文明都被精心设计，以提供不同的游戏体验”。 《Game Informer》喜欢战役之间的历史视频，但批评游戏未能在前作的基础上进行创新，认为《帝国时代IV》“缺乏任何挑战《帝国时代II》几十年前展现的行业标准的雄心”。 CGMagazine的Hayes Madsen给出了10分的评价（满分10分），在总结时他表示：“《帝国时代IV》是《帝国时代》系列大胆且雄心勃勃的发展，极有可能是有史以来最好的即时战略游戏之一。”
《华盛顿邮报》喜爱游戏的战役平衡，描述道：“每场战斗都像是随时可能发生反转，设计中有一种魔力”。 《VG247》认为游戏致力于重现真实的历史，使其在策略游戏同行中脱颖而出，写道：“《帝国时代 IV》不仅仅是一个中世纪战争模拟游戏。” 《PCGamesN》的Ian Boudreau称赞了“战争艺术”教程，认为它们“对新玩家来说特别有帮助，帮助他们理解经济管理的基础。”
《PC Gamer》的Robert Zak认为多样的文明是《帝国时代IV》最成功的部分，称“视觉和战略的多样性是该系列最重要的演化之一”。他批评游戏“粉饰了历史”，认为它以“过于干净的呈现方式回避了历史中不太光彩的一面”。 《Polygon》认为对于《帝国时代II》的机制简化使得游戏更加精妙，表示这些改变使“它的复杂性更多来自决策和策略，而不是细节的机械操作”。 GameSpot的Darryn Bonthuys称游戏“令人满意”，赞扬了具有教育意义的战役以及各个阵营的独特性。他批评游戏视觉效果过时，且在《帝国时代》的框架内创新不足，表示游戏“很少跳出舒适区”。

### 奖项和荣誉
《帝国时代 IV》在2021年游戏大奖中赢得了“最佳模拟/策略游戏”奖。 它还在第25届D.I.C.E.奖中获得了“年度策略/模拟游戏”奖。

## 外部連結
- official website （页面存档备份，存于）